# Ида Ћирић
Ида Ћирић (Београд, 3. март 1932 — Београд, 2007, рођена Вучковић, крштено име Иванка) била је важна српска илустраторка за децу. Осим илустрације, њени интереси били су опрема књиге, колаж и објекти од папир-машеа. Илустровала је више од 50 књига, бројне насловне стране књига и илустрације за часописе.
Добила је 12 националних награда за илустрацију. Приредила је шест самосталних изложби.

## Биографија
Њен отац Светислав Вучковић (1902–1973) био је електромашински инжењер и пре Другог светског рата један од старешина Соколског покрета. Мајка Славка (1903–1983) била је професор гимнастике на Државном институту за фискултуру, ДИФ (сада Факултет спорта и физичког васпитања). Њен старији брат др Владан Вучковић (1928–2006) био је инжењер и професор на Електротехничком факултету, а млађи Драган Вучковић (1930–1998) саобраћајни инжењер и вишеструки шампион Југославије у ауто-релију.
Током студирања на Академији примењених уметности у Београду упознала је свог будућег супруга Милоша Ћирића (1931–1999), са којим ће добити два сина, Растка (1955) и Вукана (1959). То је зачетак уметничке породице Ћирић, у којој данас већ делује и трећа генерација ликовних стваралаца.
После дипломирања, Ида и Милош Ћирић раде и излажу заједно. Ида се потом специјализује за дечју илустрацију којом ће се непрекидно бавити тридесетак година, до краја 1980-их, обележивши цео један период својом карактеристичном стилизацијом фигура и богатим колоритом. Дипломирана историчарка уметности Весна Лакићевић у свом тексту каже: „Ида Ћирић је током четири деценије деловала као илустратор и остварила резултате без којих се не може стећи права слика о развоју илустрације у Србији друге половине 20-тог века.“
Идине стилизоване и оптимистичне илустрације за децу, препуне јарких боја одгајиле су генерације деце. Користила је технике као што су фломастери у боји, лавиране тушеве које су омогућавале интензиван колорит и ведар емотивни набој. Њене црно-беле илустрације имају читак и јак графизам који по енергији нимало не заостаје од Милошевог.
Тек се на њеној постхумној ретроспективној изложби, у Музеју примењене уметности 2009. године, могао сагледати њен богат опус у својој разноврсности жанрова, ликовних приступа, техника.

### Важније илустроване књиге и сликовнице
- Девојка цара надмудрила / Два новца, „Вук Караџић“, Београд, 1964. (на словеначком: Љубљана, 1964; на немачком: Берлин, 1968; на македонском: Скопље, 1968).
- „Ђаво и његов шегрт / Лаж за опкладу, „Вук Караџић“, Београд, 1964. (на хрватском: Загреб, 1964; на немачком: Берлин, 1968; на македонском: Скопље, 1968).
- Баш челик, „Вук Караџић“, Београд, 1964. и 1968. (на немачком: Берлин, 1968; на македонском: Скопље, 1968).
- Ера и Турчин, „Вук Караџић“, Београд, 1965. (на албанском, словеначком и мађарском: Београд, 1967).
- Ко умије, њему двије, „Вук Караџић“, Београд, 1966.
- Златни кључић (читанка за I разред основне школе), Завод за уџбенике и наставна средства, Београд, 1966.
- Немачке бајке, „Народна књига“, Београд, 1967.
- Јован Јовановић Змај, Змајева певанија, Бигз, Београд, 1973.
- Бранислав Нушић, Хајдуци, Бигз, Београд, 1973.
- Момчило Тешић, Цветник детињства, Бигз, Београд, 1975.
- Милена Јововић, Мравље срце, Бигз, 1977.
- Велимир Милошевић, Домовина, Прва књижевна комуна, Мостар, 1978.
- Јован Јовановић Змај, Мишеви и мачке, Завод за уџбенике и наставна средства, Београд, 1978.
- Бранко В. Радичевић, Песме о мајци, Нолит, Београд, 1978.
- Ахмет Хромаџић, Патуљак из заборављене земље, Нолит, Београд, 1978.
- Пун џеп златних стихова (избор из светске поезије за децу), Нолит, Београд, 1978.
- Миленко Ратковић, Благо детињства (читанка за IV разред основне школе), Покрајински завод за издавање уџбеника, Нови Сад, 1978.
- Добрица Ерић, Читанка годишњих доба 1-4, Бигз, Београд, 1979.
- Ванчо Николески, Чаробни самарчић, Нолит, Београд, 1986.
- Луис Керол, Алиса у земљи чуда, Нолит, Београд, 1986.
- Гроздана Олујић, Бајке, Нолит, Београд, 1987.
- Драган Лукић, Мали па велики, Нолит, Београд, 1989.

### Опрема и илустрације за часописе
Ида Ћирић је деценијама радила за дечју и специјализовану периодику а нарочито за Здрав подмладак, 1956–1957 и 1962–1963; Полетарац, 1960; Полетарац (уредник Душан Радовић), 1973–1975; Pionieri (уредник Михал Кираљ), Нови Сад, 1985–1986, и Мали невен, Нови Сад, 1982–1983.

### Примењена илустрација
Реализовала је нацрте за поштанске марке (1956, са супругом Милошем), сценографију за цртани филм „Авантура“ (режија Славко Марјанац, „Авала филм“, 1963), илустрације за емисије ТВ Београд, календаре, честитке, плакате, слајд приче, уникатне дипломе, омоте за плоче. Израдила је прелом и припрему за штампу многих књига које је илустровала.
Креирала је серију колажних слика које је назвала „илустрације за дечју собу“ (40 x 40 cm, 1968–1975), серије колорних фигурица од пластичне масе, 1979–1980; „зидне џепове“ (комбинација линореза, фломастера на шивеном текстилу, 1981; дизајн уникатних хаљина од порхета, 1981–1983; објекте и абажуре од папир-машеа…

## Самосталне изложбе
1. Ида и Милош Ћирић, илустрације и графике, Галерија радничког универзитета „Ђуро Салај“, Београд, 17-27. новембар 1961.
2. Ида и Милош Ћирић, илустрације и знакови, Галерија Графички колектив, Београд, 1–10. октобар 1965.
3. Ида и Милош Ћирић, илустрације и графике, Центар за културу и информације, Скопље, 21–31. јануар 1972.
4. Ида Ћирић, илустрације, Салон Музеја примењене уметности, Београд, 7. новембар – 6. децембар 1979.
5. Ида Ћирић, Јелена Кршић, Мирјана Курузовић, илустрације (керамика, слике), Галерија „Каштил“, Бол на Брачу, 5–14. август 1981.
6. Колекција уникатних сликаних абажура за стоне лампе, Ресторан „Река“, Земун, 1998.
7. Ида Ћирић – илустрације, постхумна ретроспективна изложба у МПУ, 12. фебруар – 10. март 2009.
8. Ида Ћирић – илустрације за децу, Народни музеј Зрењанин, 20. мај – 20. јуни 2017.

## Награде и признања (избор)
- 1962 – Плакета Златног пера Београда, Београд
- 1961 – Годишња награда УЛУПУДС-а, Београд
- 1963 – Друга награда Центра за ликовно образовање деце и омладине, Нови Сад
- 1964 – Плакета Златног пера Београда, за најбоље илустрације уџбеника
- 1965 – Награда Невен, Нови Сад, републичка награда за најбоље илустровану књигу године
- 1965 – Плакета Златног пера Београда, Београд
- 1968 – Јубиларна плакета Златног пера Београда 1948–1968, Београд
- 1968 – Награда Младо поколење, Београд
- 1971 – Плакета Златног пера Београда, Београд
- 1973 – Награда Академије примењених уметности на Октобарском салону, Београд
- 1980 – Награда Републичке заједнице културе за самосталну изложбу у 1979. години.
- 1980 – Годишња награда УЛУПУДС-а

## Одабрана библиографија
- В. Андрејевић, „На граници две категорије“, Изложба Иде и Милоша Ћирића у галерији РУ „Ђуро Салај“, Мозаик, бр. 12, дец. 1961.
- Милорад Панић Суреп, Предговор у каталогу друге самосталне изложбе, Галерија Графички колектив, Београд, 1. 10. 1965.
- Божидар Тимотијевић, „Ида Ћирић, лепота једноставности“, Информативни билтен о издањима за децу и омладину, „Младо поколење“, 1967.
- Ђорђе Кадијевић, „Ида и Милош Ћирић“, Уметност бр. 5, I, II, III, 1966.
- Др Милан Ранковић, предговор у каталогу треће самосталне изложбе, Скопље, 6. јануар 1972.
- Аранка Фараго-Пташник, Jó pajtás, Нови Сад, 14. 10. 1965. (Изложба Иде Ћирић)
- Богдан Кршић, „Графичко дело посвећено деци“, Графички рад 6 (сепарат „Графичка уметност“), јун 1979.
- Света Лукић, Текст за каталог самосталне изложбе у МПУ, нов. 1979.
- Богдан Кршић, Текст за каталог самосталне изложбе у МПУ, нов. 1979.
- Мирослав А. Мушић, „Илустрације иде Ћирић“, Индустријско обликовање 53, јан-феб. 1980.
- Павле Васић, Примењена уметност у Србији 1900-1978, Улупудс, 1981.
- Дивна Перван, „Илустрација, керамика, слике“, текст за каталог изложбе Иде Ћирић, Јелене Кршић и Мирјане Курузовић, Бол на Брачу, 5–14. 8. 1981.
- Весна Лакићевић, „Функција фолклора и његов утицај на развој илустрације за децу“, Зборник Словенске народне галерије, Братислава, 1983.
- Иванка Зорић, Илустрације песама Јована Јовановића Змаја од првих издања до данас, Музеј примењене уметности, Београд 1983.
- Светлана Исаковић, Илустрације дечјих књига, Музејска збирка, Музеј примењене уметности, Београд, 1985.
- Павле Васић, Уметнички живот IV, Универзитет уметности, Београд, 1987.
- Весна Лакићевић Павићевић, Илустрована штампа за децу код Срба, Улупудс, 1994.
- Слободан Јовановић, „Изложба Иде Ћирић“, предговор каталога постхумне ретроспективне изложбе, Музеј примењене уметности, Београд, 2009.
- Весна Лакићевић, „Ида Ћирић – илустрације“, текст каталога постхумне ретроспективне изложбе, Музеј примењене уметности, Београд, 2009.
- Растко Ћирић: „Ида Ћирић – скица за биографију“, каталог постхумне ретроспективне изложбе, Музеј примењене уметности, Београд, 2009.